# Universiti Islam Antarabangsa Malaysia
Universiti Islam Antarabangsa Malaysia (UIAM) – malezyjska uczelnia publiczna z siedzibą w Gombak (stan Selangor). Została założona w 1983 roku.